# Начальник Генерального штабу (Австро-Угорщина)
Начальник Генерального штабу (Австро-Угорщина) (нім. Chef des Generalstabes für die gesamte bewaffnete Macht) — одна з найвищих військових посад у Збройних силах Австро-Угорщини з 1867 до 1918 року. Відповідав за планування застосування Цісарсько-королівських збройних сил, а також питаннями мобілізації, воєнної політики й воєнної розвідки в інтересах Збройних сил та імперії в цілому.

## Начальники Генерального штабу
| # | Фото | Ім'я (роки життя)                                                                                  | Військове звання       | Термін в посаді                   |
| - | ---- | -------------------------------------------------------------------------------------------------- | ---------------------- | --------------------------------- |
| 1 |      | Франц фон Йон (нім. Franz von John) (20 листопада 1815 — 25 травня 1876)                           | фельдмаршал-лейтенант  | 20 грудня 1867 — 1869             |
| 2 |      | Йозеф фон Галліна (нім. Joseph von Gallina) (17 листопада 1820 — 3 жовтня 1883)                    | фельдмаршал-лейтенант  | 1869 — 1874                       |
| 3 |      | Франц фон Йон (нім. Franz von John) (20 листопада 1815 — 25 травня 1876)                           | фельдцейхмейстер       | 1874 — 25 травня 1876             |
| 4 |      | Антон фон Шонфельд (нім. Anton von Schönfeld) (3 липня 1827 — 7 січня 1898)                        | фельдмаршал-лейтенант  | 4 червня 1876 — 1881              |
| 5 |      | Фрідріх фон Бек-Ржиковські (нім. Friedrich von Beck-Rzikowsky) (21 березня 1830 — 9 березня 1920)  | фельдцейхмейстер       | 1881 — 1906                       |
| 6 |      | Франц Конрад фон Гецендорф (нім. Franz Conrad von Hötzendorf) (11 листопада 1852 — 25 серпня 1925) | генерал від інфантерії | 1906 — 1911                       |
| 7 |      | Блазіус фон Шемуа (нім. Blasius von Schemua) (2 січня 1856 — 21 листопада 1920)                    | генерал-майор          | 3 грудня 1911 — 12 грудня 1912    |
| 8 |      | Франц Конрад фон Гецендорф (нім. Franz Conrad von Hötzendorf) (11 листопада 1852 — 25 серпня 1925) | фельдмаршал            | 12 грудня 1912 — 1 березня 1917   |
| 9 |      | Артур Арц фон Штрауссенбург (нім. Arthur Arz von Straußenburg) (16 червня 1857 — 1 липня 1935)     | генерал-оберст         | 1 березня 1917 — 3 листопада 1918 |